# Misa Watanabe
Misa Watanabe (渡辺 美佐?, Watanabe Misa; Tokyo, 30 aprile 1964) è una doppiatrice giapponese che lavora per l'Aoni Production, nota principalmente per il ruolo di Nefertari Bibi in One Piece.

## Personaggi doppiati

### Anime
- Air Gear – Kyo
- Nadja – Marie
- Aka-chan to Boku – Yukako Enoki
- Basilisk: I segreti mortali dei ninja – Akeginu
- Fantasmi a scuola – Madre di Momoko
- Fresh Pretty Cure! – Northa/Nayuta Kita
- Geneshaft – Ann
- Hataraki Man – Midoriko Shirakawa
- Higurashi no Naku Koro ni – Rina Mamiya
- Il magico mondo di Gigì – Madre
- Master Keaton – Anna
- Mobile Suit Gundam: Iron-Blooded Orphans – Tomomi Bernstein
- Naruto – Tsunami
- Nekojiru Gekijō – Nya Sue
- One Piece – Nefertari Bibi
- Otogi-Jūshi Akazukin – Cendrillon
- PPG Z - Superchicche alla riscossa – Kiyoko Gotokuji
- Pretty Guardian Sailor Moon Crystal – Queen Beryl
- Saiyuki – Kanzeon Bosatsu
- Hare Tokidoki Buta – Annunciatrice Yadama
- Viewtiful Joe – Diana
- X – Tokiko Magami
- Zettai shōnen – Hana Tokimiya

### OAV e OAN
- Interlude (serie OAV) – Miyako Saegusa
- Cannon Busters (OAN) – Lady Day
- Mobile Suit Gundam Unicorn (OAV) – Liam Borrinea

### Film
- Eiga Pretty Cure All Stars DX 2 - Kibō no hikari Rainbow Jewel wo mamore! - Northa
- One Piece - L'isola segreta del barone Omatsuri - Lili Carnation
- One Piece - Un'amicizia oltre i confini del mare - Nefertari Bibi

### Videogiochi
- Ace Combat: Squadron Leader – Nastasya Vasilievna Obertas
- Ace Combat: The Belkan War – Marcela Vasquez
- Enchanted Arms – Regina di Ghiaccio
- Everybody's Golf – Marion
- Grandia II – Selene
- Ico - Regina delle ombre
- JoJo's Bizarre Adventure: All Star Battle - Golden Experience Requiem
- JoJo's Bizarre Adventure: Eyes of Heaven - Golden Experience Requiem
- Metal Gear Solid 3: Snake Eater – EVA
- Metal Gear Solid: Portable Ops – EVA
- Metal Gear Solid: Peace Walker – EVA
- Naruto: Ultimate Ninja – Tsunami
- One Piece: Unlimited Adventure – Nefertari Bibi
- One Piece: Pirate Warriors – Nefertari Bibi
- One Piece: Pirate Warriors 3 – Nefertari Bibi
- One Piece: Pirate Warriors 4 – Nefertari Bibi
- One Piece Odyssey – Nefertari Bibi
- Persona 5 Strikers – EMMA
- Sakura Wars 2: Thou Shalt Not Die – Tsuchimugo
- Super Robot Wars Z3: Hell Chapter – Liam Borrinea
- Super Robot Wars Z3: Heaven Chapter – Liam Borrinea
- Super Robot Wars V – Liam Borrinea
- Tales of Symphonia – Martel
- Tales of the Rays – Martel
- Trinity: Souls of Zill O'll – Selene
- Warriors: Legends of Troy – Pentesilea